# Insigne de la Schutzstaffel

Double Sieg Rune utilisée comme symbole de la SS

Les insignes ésotériques du Schutzstaffel (connu en allemand sous le nom de SS-Runen) sont utilisés des années 1920 à 1945 sur les drapeaux, uniformes et autres objets du Schutzstaffel (SS) comme symboles de divers aspects de l'idéologie nazie et du mysticisme germanique. Ils représentent également des vertus considérées comme souhaitables chez les membres SS et sont basés sur les runes pseudo-runiques Armanen du mystique völkisch Guido von List, qu'il a vaguement basées sur les alphabets runiques historiques. Certains de ces insignes continuent d'être utilisés par des individus et des groupes néo-nazis.
Les membres de la Schutzstaffel se distinguent aussi par le port d'une tête de mort sur le devant de leur Schirmmütze (casquette d'uniforme) et autres couvre-chefs. Cette tête de mort est différente de celle portée sur les collets des équipages de blindés (héritiers des traditions des "hussards de la mort" de l'empire allemand et de leurs marques distinctives).

## Pseudo-runes utilisées par les SS
| Rune                                   | Nom                 | Signification                      | Commentaires |
| -------------------------------------- | ------------------- | ---------------------------------- | --- |
| The double-sig rune insignia of the SS | rune double de Sieg | "Victoire" ou "Schutzstaffel"      | La rune sig (ou Siegrune) symbolisait la victoire (sieg). Les noms de la ᛋ -rune (sur laquelle la Siegrune est basée) se traduisent par "soleil", cependant, von List l'a réinterprété comme un signe de victoire lorsqu'il a compilé sa liste de " runes Armanen". Il est adapté en emblème des SS en 1933 par Walter Heck , un SS Sturmhauptführer qui a travaillé comme graphiste pour Ferdinand Hoffstatter, un producteur d'emblèmes et d'insignes à Bonn. L'appareil de Heck consistait en deux runes sig dessinées côte à côte comme des éclairs, et fut bientôt adopté par toutes les branches des SS - bien que Heck lui-même n'ait reçu qu'un paiement symbolique de 2,5 Reichsmarks pour son travail. Le dispositif a une double signification ; en plus de représenter les initiales des SS, il pourrait être lu comme un cri de ralliement de "Victoire, Victoire!". Le symbole est devenu si omniprésent qu'il est fréquemment composé à l'aide de runes plutôt que de lettres; pendant la période nazie, une touche supplémentaire est ajoutée aux machines à écrire allemandes pour leur permettre de taper le logo double sig d'une seule frappe. |
|                                        | Eif                 | Zèle / enthousiasme                | La rune Eif est une version tournée et réfléchie de la rune ᛇ ou Eihwaz. Au cours des premières années de la SS, il est utilisé par les adjudants personnels d'Hitler, tels que Rudolf Hess. |
|                                        | Ger                 | Esprit communautaire               | La rune Ger est utilisée pour symboliser l'idéal communautaire des SS. La 11e division SS Nordland, une unité Waffen-SS a adopté la rune comme variante de son insigne divisionnaire. |
|                                        | Hagal               | Foi dans le nazisme                | La rune Hagal Armanen est largement utilisée dans les SS pour sa représentation symbolique de la "foi inébranlable" dans la philosophie nazie, comme l'a dit Himmler. Il est utilisé dans les mariages SS ainsi que sur le SS-Ehrenring (anneau de tête de mort) porté par les membres des SS. La rune a également été utilisée comme insigne de division de la 6e division SS Nord. Il est à peu près similaire à la rune ᚼ ou Haglaz du Jeune Futhark, qui signifiait "grêle", mais il est modifié par von List pour ses runes Armanen. List la considérait comme la "rune mère" de son alphabet runique et l'envisageait comme une représentation d'un cristal hexagonal. |
|                                        | Leben               | Vie                                | La Lebensrune ou "rune de la vie" est basée sur la rune Algiz et est utilisée par les Lebensborn e. V., l'organisme SS responsable du programme Lebensborn qui soutenait les "familles racialement, biologiquement et héréditairement précieuses" des membres SS et d'autres "Aryens",. Cette interprétation de la rune « homme » n'est pas basée sur la liste, mais elle apparaît dès les années 1920 dans la littérature du mysticisme nazi,et elle est devenue largement utilisée au sein du NSDAP et Nazi, par exemple dans les prescriptions officielles pour les différents uniformes de la Sturmabteilung. LeYr rune est devenue la "rune de la vie" inversée et interprétée comme "rune de la mort" (Todesrune) Pendant la Seconde Guerre mondiale, ces deux runes (ᛉ pour "né", ᛦ pour "mort") sont utilisées dans les nécrologies et sur les pierres tombales comme marquant les dates de naissance et de décès, remplaçant les symboles d'astérisque et de croix (* pour «né», † pour «décédé») traditionnellement utilisés dans ce contexte en Allemagne.                                                                                              |
|                                        | Odal                | Parenté, famille et unité de sang. | La rune Odal est utilisée par les SS pour symboliser plusieurs valeurs d'importance centrale pour l'idéologie nazie. Il est basé sur la rune Elder Futhark ᛟ ou othala rune, avec l'ajout de pieds ou empattements. Durant la Seconde Guerre mondiale, il est utilisé par la 7e division SS Prinz Eugen et le 23e division SS Nederland, ainsi que par le RuSHA qui est chargé de maintenir la pureté raciale des SS. |
|                                        | Opfer               | Sacrifice                          | L'utilisation de la rune Opfer - qui, comme la rune Eif , est une version tournée de la rune ᛇ ou Eihwaz - a précédé les nazis, car elle est adoptée pour la première fois après 1918 par le mouvement des anciens combattants Der Stahlhelm qui a finalement fusionné avec le Sturmabteilung (SA). Le symbole est adopté par les nazis après 1923 pour commémorer les membres du parti qui sont morts lors de l'échec du Putsch de la Brasserie. |
|                                        | Tod                 | Mort                               | La Todesrune est la version inversée de la Lebensrune ou "rune de vie". Il est basé sur la rune ᛦ ou Yr, qui signifiait à l'origine "if". Il est utilisé par les SS pour représenter la mort sur des documents et des pierres tombales à la place du symbole † plus conventionnel utilisé à ces fins. |
|                                        | Tyr                 | Leadership au combat               | La rune Tyr des SS suit la conception de la rune ᛏ ou Tiwaz qui est nommée d'après Týr, un dieu du paganisme germanique parfois associé à la guerre. Sur la base du lien entre la rune historique et la bataille, les SS ont développé l'idée de l'insigne en tant que "Kampf" ou rune de bataille, symbolisant le leadership militaire. Les SS l'utilisaient couramment à la place de la croix chrétienne sur les pierres tombales de ses membres. Il a également été utilisé par les diplômés de la SAReichsführerschule, qui a formé des officiers SS jusqu'en 1934 ; ils le portaient sur leur bras supérieur gauche. Il est adopté comme emblème par la 32e division SS 30. Januar, qui est assemblé à partir des membres des écoles SS en janvier 1945, ainsi que par le SS Recruitment and Training Department. |

## Autres symboles ésotériques utilisés par les SS
En plus des runes Armanen de List, les SS utilisent un certain nombre d'autres symboles ésotériques. Ceux-ci comprennent :
| Symbole | Nom          | Signification           | Commentaires |
| ------- | ------------ | ----------------------- | --- |
|         | Wolfsangel   | Liberté et indépendance | Le Wolfsangel («crochet de loup») est utilisé comme symbole héraldique faisant allusion à un piège à loups et se trouve encore sur les armoiries municipales d'un certain nombre de villes allemandes. Il est adopté par un soulèvement des paysans du XVe siècle, acquérant ainsi une association avec la liberté et l'indépendance. Le parti nazi a adopté le symbole au cours de ses premières années et il a ensuite été largement utilisé par les SS, y compris par des unités telles que la 2e division SS Das Reich. Une variante du Wolfsangel est utilisée par le Weer Afdeelingen, l'aile paramilitaire du Mouvement national-socialiste aux Pays-Bas et la 34e SS Volunteer Grenadier Division Landstorm Nederland, qui est soulevée par les nazis néerlandais et la 4e SS Polizei Panzergrenadier Division. |
|         | Heilszeichen | Prospérité              | Les symboles Heilszeichen sont apparus sur l'anneau SS "tête de mort" et sont utilisés pour symboliser la bonne fortune et le succès. |

## Utilisation par les néo-nazis
Les symboles SS sont couramment utilisés par les néo-nazis .